# کوسکوس (جانور)
کوسکوس نامی است که به چندین گونه ی کیسه‌دار عضو تیره درخت‌نوردان کیسه‌دار از راسته کیسه‌داران علف‌خوار گفته می‌شود. این جانوران در ۴ سرده از صاریغ‌های استرالیایی ساکن استرالزی رده‌بندی شده‌اند.
کوسکوس‌ها درخت‌پیما هستند و به همین دلیل دشمنان طبیعی کمی دارند. آن‌ها اما توسط مارهای بزرگ، پرندگان شکاری، و نیز انسان‌ها شکار می‌شوند. انسان‌ها و بومیان این جانوران را برای گوشت و پوست پشمالوی آن شکار می‌کنند.

## گونه‌ها
چند گونه از شناخته‌شده‌ترین انواع کوسوس‌ها به شرح زیر هستند:
- کوسکوس خرسی سولاوسی، Ailurops ursinus
- کوسکوس معمولی شرقی، Phalanger intercastellanus
- کوسکوس معمولی غربی، Phalanger mimicus
- کوسکوس خاکستری، Phalanger orientalis
- کوسکوس جزایر ادمیرالتی، Spilocuscus kraemeri
- کوسکوس خالدار معمولی، Spilocuscus maculatus
- کوسکوس وایگئو، Spilocuscus papuensis